# Abdelmalek Djeghbala
Abdelmalek Djeghbala (en arabe : عبدالمالك جغبالة) est un footballeur algérien né le 1er mars 1983 à Touggourt. Il évoluait au poste de défenseur central.

## Biographie
Il évolue en première division algérienne avec les clubs de l'USM El Harrach, puis du MC Alger, ou il remporte la coupe d'Algérie en 2014. Il joue ensuite au CS Constantine et enfin au RC Arbaâ. Il dispute 200 matchs en Ligue 1.

## Palmarès
| MC Alger - Coupe d'Algérie (1) : - Vainqueur : 2013-14. - Finaliste : 2012-13. |  | USM El Harrach - Coupe d'Algérie : - Finaliste : 2010-11. |